# Liste von Zelttypen

## Zelte zum Bergwandern und Trekking
Moderne Zelte haben ein Gewicht von weniger als 1500 Gramm pro Person; bei großen Zelten für mehrere Personen kann das Gewicht teilweise auf 800 Gramm pro Person gesenkt werden. Zur Gewichtsreduktion wurden gewöhnliche Aluminium- oder Holzgestänge durch hochfeste Legierungen oder Fiberglas ersetzt und Baumwolle als Zeltstoff durch Nylon oder Polyester abgelöst.
Die Zelte unterscheiden sich durch ihre Konstruktion, welche wiederum durch das jeweilige Anforderungsprofil bestimmt ist:
- Kuppelzelt: stabil bei Wind und Schnee, einfach aufzubauen, häufigster Typ für das reine Camping.
- geodätisches Zelt: sehr stabil bei Wind und Schnee, wenig schwerer als Kuppelzelte.
- Tunnelzelt: sehr leicht, viel Innenraum für Gepäck und Ausrüstung.
- Firstzelt: wenig windstabil, schlechte Raumausnutzung, aber leicht zu improvisieren.

Um in kaltem ebenso wie in schwül-warmem Klima Kondensation an der Innenseite der Zeltbahn zu vermeiden, ist ein gewisser Luftzug erforderlich.
Alleine der in der Atemluft enthaltene Wasserdampf führt an der Innenseite des Außenzeltes oft in kurzer Zeit zur Tropfenbildung. Berührt der Schlafsack nachts die feuchte Zeltbahn, kann die betroffene Stelle bis zum Morgen durchnässen. Zur Anpassung an der Durchlüftung an Aussentemperatur und Wind wird der Abstand der Zeltbahn vom Erdboden reguliert. Um den Zutritt von Insekten und das Auftreten von Zugluft im Inneren zu vermeiden, besitzen die meisten Zelte ein separates Innenzelt. Die Innenzeltwand schützt vor dem Kontakt mit dem Kondenswasser.
Je nach Fortbewegungsart (zu Fuß, Fahrrad, Auto), Region (Gebirge mit Schneefall und Wind, Wald und Flachland mit wenig Wind), Anzahl Personen und Gepäckmenge eignen sich bestimmte Typen mehr oder weniger gut: Alpinisten wählen eher geodätische Zelte, Trekking-Reisende eher Tunnelzelte, während man als Autofahrer problemlos ein schweres, altes Baumwollzelt benutzen kann. Auch der Komfort kann eine Rolle spielen: Tunnelzelte verfügen oft über eine große Apsis (überdachter Raum außerhalb des Innenzelts), so dass man bei schlechtem Wetter im Zelt kochen kann. Letztlich kann die Materialqualität ein Kriterium sein, wobei diese Eigenschaft eher zwischen den Herstellern variiert als zwischen den Zelttypen.

Typische Leicht- und Trekkingzeltformen
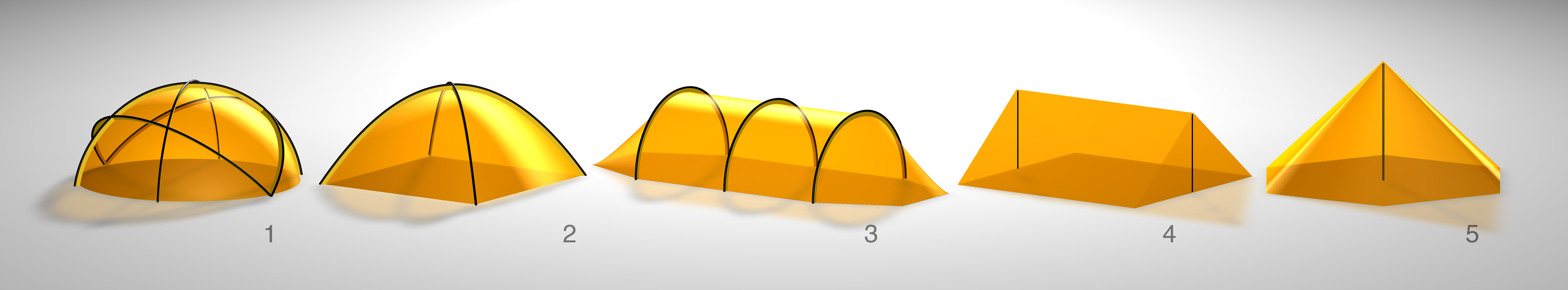
1. Geodät, 2. Kuppelzelt, 3. Tunnelzelt, 4. Firstzelt, 5. Pyramidenzelt

### Kuppel- oder Igluzelt
Ein Kuppelzelt oder auch Igluzelt ist eine moderne Zeltform, bei der das Gestänge in zwei Bögen diagonal über der Grundfläche ein Innenzelt aufspannt. Diese Zelte sind freistehend, da die Stangen das Zelt aufspannen, sie können zur Not auch ohne Zeltnägel oder Heringe aufgestellt werden, sofern eine ausreichende Beschwerung durch Gepäck das Zelt davor schützt, vom Wind fortgetragen zu werden.
Kuppelzelte können Schnee- und Windlast meist besser widerstehen als Tunnelzelte, sind jedoch nicht ganz so standfest wie geodätische Konstruktionen, die eine höhere Anzahl Gestängebögen enthalten.

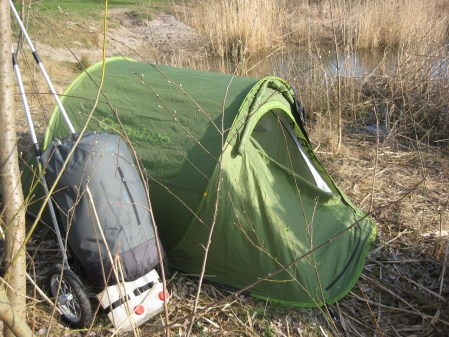
Wurfzelt mit Innenzelt nach Transport auf Wanderanhänger

#### Wurfzelt
Die Gestänge der sogenannten Wurf- oder Sekundenzelte sind ringförmig ausgeführt und fest mit der Zelthaut verbunden. Zum Verpacken werden sie zu einer flachen Scheibe zusammengelegt, wobei sich die Fiberglasringe ohne Knickstellen ineinander falten. Der Aufbau erfolgt durch das Lösen der Transportverspannung und Hochwerfen des Zeltes. Die Federkraft der Fiberglasringe entfaltet das Zelt, sodass es sich selbsttätig aufstellt. Vorteil ist die Zeitersparnis beim Aufbau, nachteilig ist das große Packmaß von etwa 60 bis 80 Zentimeter im Durchmesser. Die Fiberglasringe sind flexibler als gewöhnliche Zeltstangen und das Zusammenlegen zur Scheibenform kann etwas Übung benötigen.

### Tunnelzelt
Tunnelzelte sind Leichtzelte mit parallelen Gestängebögen. Tunnelzelte müssen durch Verspannung an Heringen oder anderen Gegenständen stabilisiert werden und sind insbesondere in Querrichtung weniger standfest gegenüber dem Wind als ein Kuppelzelt oder eine geodätische Konstruktion. Vorteil des Tunnelzelts ist das geringe Gewicht und die günstige Raumausnutzung durch die steilen Giebelwände.

### Geodät
Ein Geodät ist ein Leichtzelt, das mit drei oder mehr Gestängebögen über der Grundfläche ein halbkugelförmiges Zelt aufbaut (eine geodätische Linie ist die kürzeste Verbindung zwischen zwei Punkten auf einer beliebig gekrümmten Fläche). Dieser Zelttyp kann auch ohne Heringe stehen und gilt, gut abgespannt, aufgrund der Kreuzungspunkte der Zeltstangen als besonders sturmsicher.
Zelte in Geodätenform werden auch mit aufgeblasenen Luftkammern angeboten, die das Gestänge ersetzen.

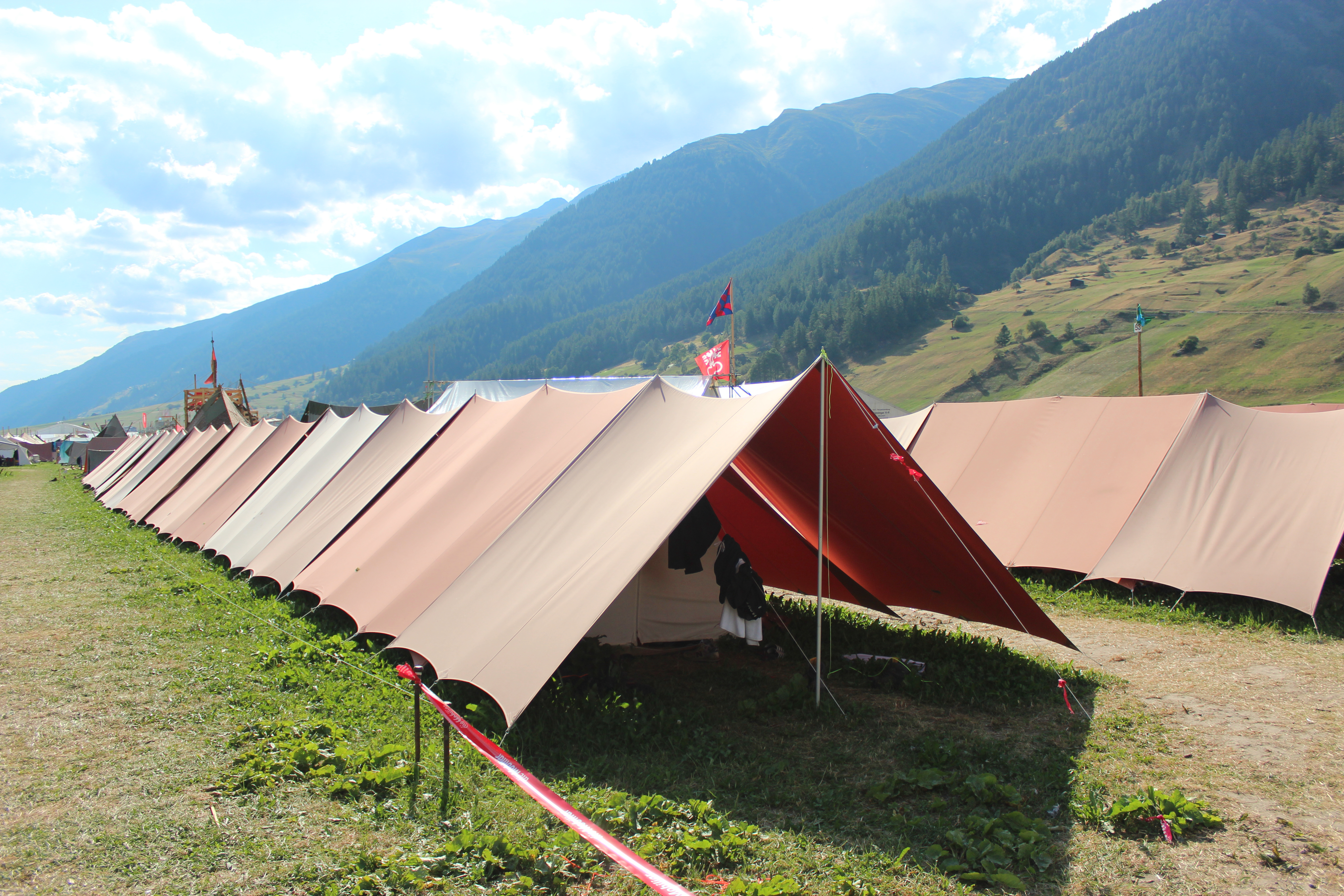
Firstzelte am Bundeslager 2022

### Firstzelt
Das Firstzelt ist neben dem Pyramidenzelt der ursprüngliche Zelttyp und besteht aus zwei senkrechten Zeltstangen, einer Zeltplane und Abspannschnüren, die an Heringen oder anderen Gegenständen befestigt werden. Beim Aufspannen der Zeltplane bildet sich ein Dachfirst und die Giebelflächen des Zelts haben eine Dreiecksform. Manche Modelle verfügen über eine zusätzliche horizontale Zeltstange, um die Belastung der Zeltschnüre an den Giebelseiten bei Wind zu verringern.
Vorteil des Firstzelts ist die einfache Konstruktion. Durch das schräg verlaufende Zeltdach ergibt sich im Vergleich zu Kuppel- oder Tunnelzelten aber eine schlechtere Ausnutzung des Innenraums. Im Vergleich mit anderen Zelttypen ist die Windstabilität geringer. Durch die einfache Geometrie können größte Zelte aus mehreren Zeltbahnen zusammengesetzt werden, die zur Gewichtsverteilung von verschiedenen Person getragen werden. Traditionelle doppelwandige Firstzelte werden als Gruppenzelte bei Pfadfindern verwendet. Seit einigen Jahren werden sehr leichte, einwandige Firstzelte als Biwaks angeboten (z. B. „Rajd“ von Hilleberg).

### Prahmzelt
Die Form eines Prahmzeltes erinnert an einen nur teilweise aufgeklappten Kugel-Papierlampion oder an das Faltdach eines alten Cabriolets. Die Gestänge bilden Halbkreise, die mit Distanzstangen aufgespannt werden. Prahmzelte können als Halbzelt (Zeltmuschel) aufgestellt werden und werden oft von Karpfenanglern verwendet (als „Bivvy“, „Brolly“, „Angelschirm“, „Shelter“). Von Vorteil sind der recht schnelle Aufbau, stabile Gestänge, Regen- und Windstabilität und die funktionale Form. Die Bodenplane ist meist robust ausgeführt, um von Karpfenliegen aus Stahlrohr nicht perforiert zu werden. Das Gewicht ist oft recht hoch, da sie nicht zum längeren Transport im Rucksack gedacht sind.

### Einbogenzelt
Ähnlich wie Zeltmuscheln sind Einbogenzelte gebaut, aber sie sind rundum geschlossen.

### Tarp
Ein Tarp (von Tarpaulin) ist eine meist rechteckige, quadratische oder trapezförmige Zeltbahn, die oft einfach über eine Schnur gespannt wird, die zwischen zwei Bäumen oder von einem Baum zum Boden gezogen wird. Die Ecken werden zum Boden abgespannt. Alternativ kann man Trekkingstöcke oder Äste als Zeltstangen verwenden. Das Tarp ist vor allem bei Ultraleicht-Wanderern beliebt. Von Nachteil ist, dass das Tarp nicht vor Insekten und nur wenig vor Wind schützt.

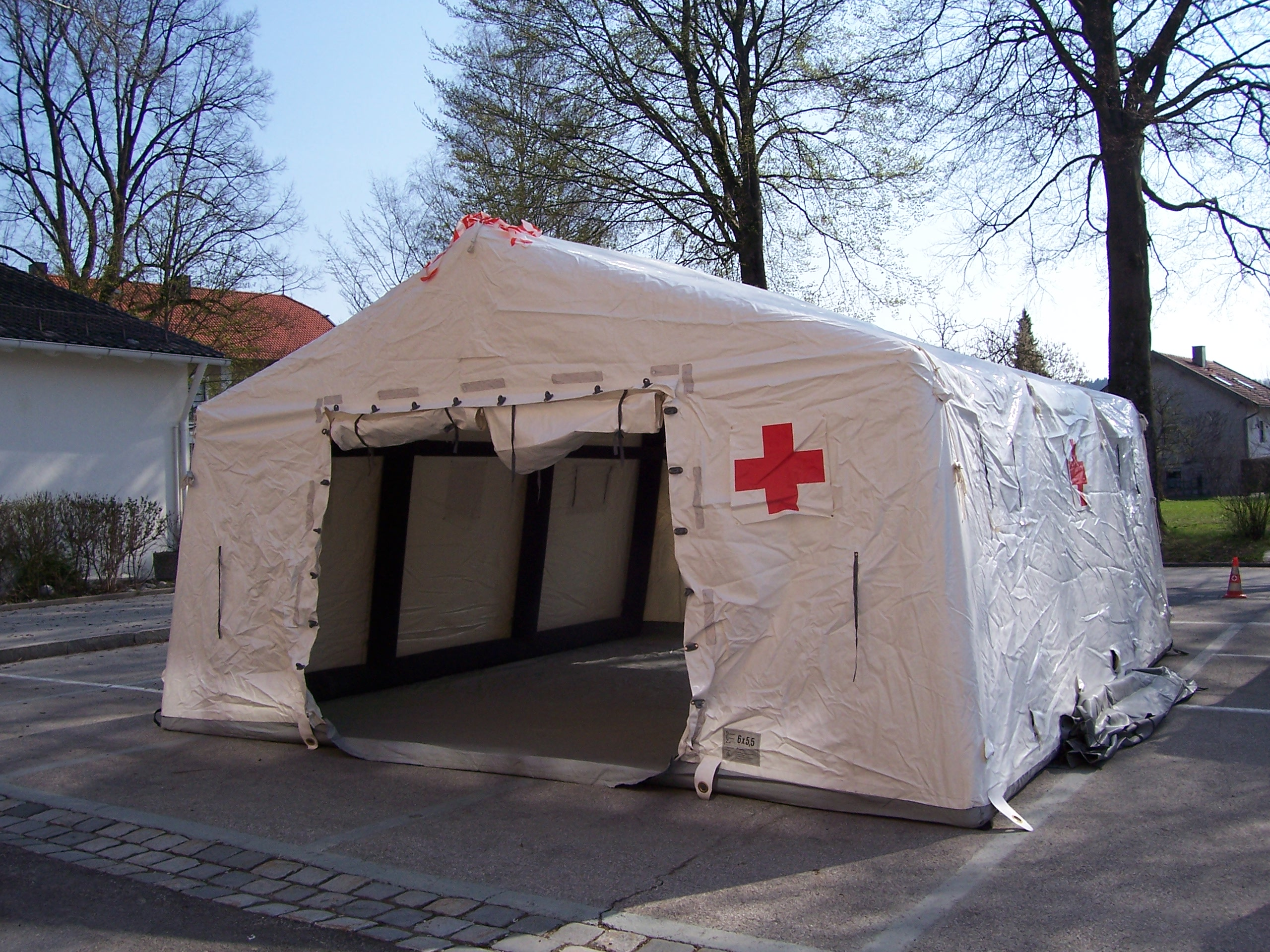
Aufblasbares Sanitätszelt

### Biwakzelt
Das Biwakzelt ist eine Kombination von Biwaksack mit sehr kleinem Zelt. Der Körperbereich wird durch einen Biwaksack bedeckt, der über dem Kopfbereich in ein kleines Zelt übergeht. Das Biwakzelt benötigt nur ein minimales Gestänge und ist die leichteste denkbare Bauform. Gegenüber dem Biwaksack erlaubt es mehr Bewegungsfreiheit.

## Aufblasbares Zelt
Aufblasbare Zelte besitzen entweder röhrenförmige Luftkammern, die nach dem Aufblasen luftdicht verschlossen werden und dann die Zelthaut stützen, oder eine zweischalige, mit Luft gefüllte Aussenhaut.
Bei Traglufthallen wird der gesamte Innenraum durch einen ständigen Luftstrom unter Überdruck gehalten.

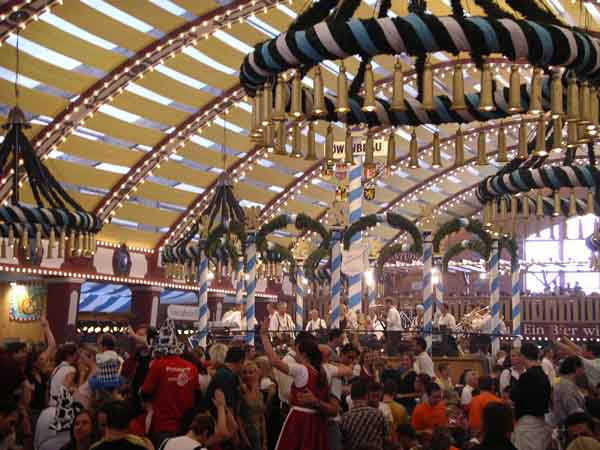
Festzelt beim Oktoberfest

## Zelte nach Anwendungsbereich

### Festzelt
Ein Festzelt, auch Bierzelt, ist ein Zelt oder leicht demontierbares zeltartiges Gebäude, in dem zum Beispiel auf Volksfesten und ähnlichen Veranstaltungen eine Gaststätte mit Unterhaltungsprogramm untergebracht ist.

### Industriezelt
Als Industriezelt wird eine Leichtbauhallenkonstruktion bezeichnet, die als provisorische Montagehalle oder als Lagerhalle (Lagerzelt) verwendet wird. Sie werden in der Logistik von Industrie- und Speditionsbetriebe zum Überbrücken temporärer Engpässe genutzt.

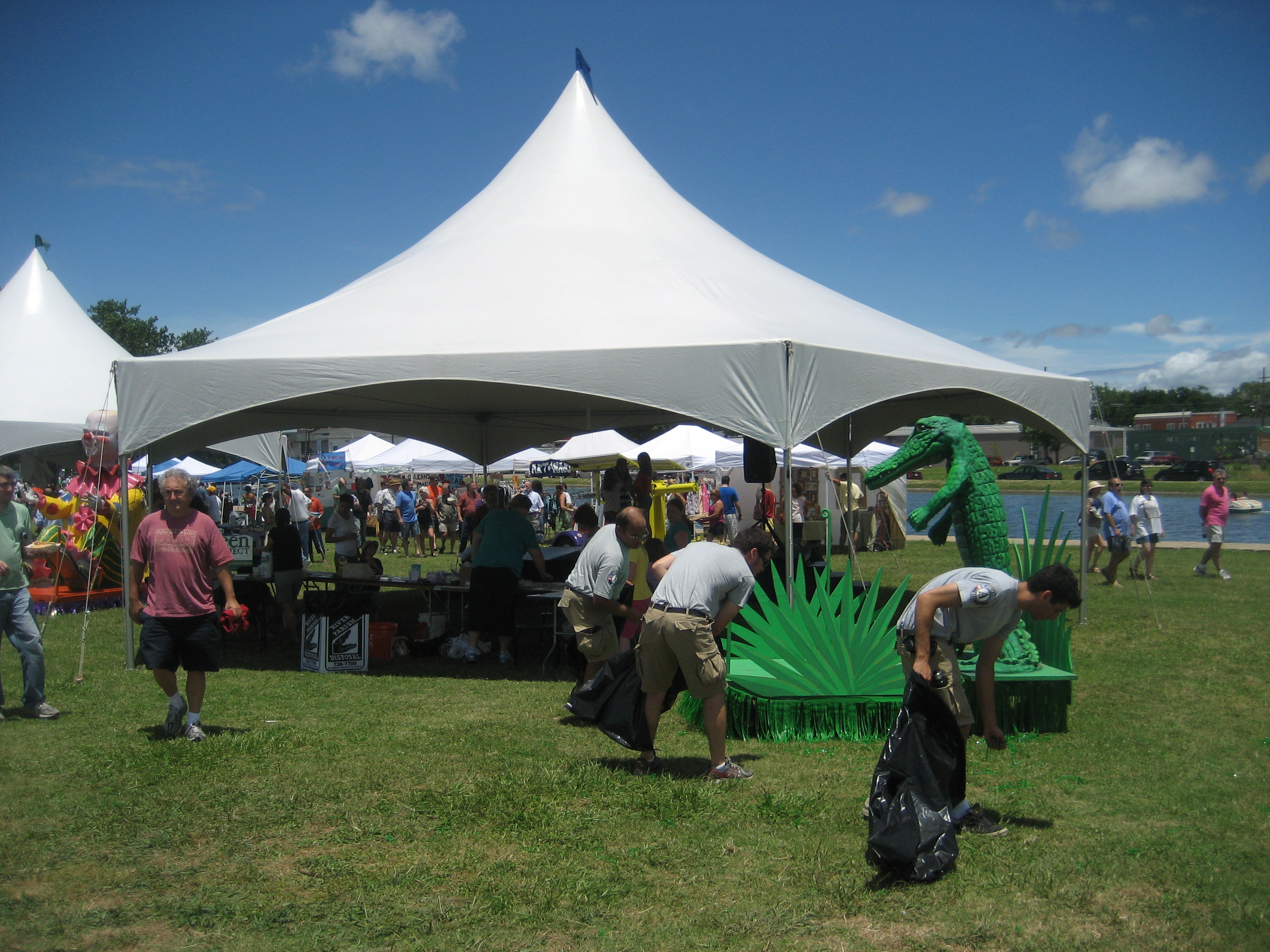
Partyzelt

### Partyzelt
Ein Partyzelt ist eine kleinere Variante des Festzeltes. Es kann eine Feier im Freien vor Regen, Wind und Sonnenstrahlung schützen.

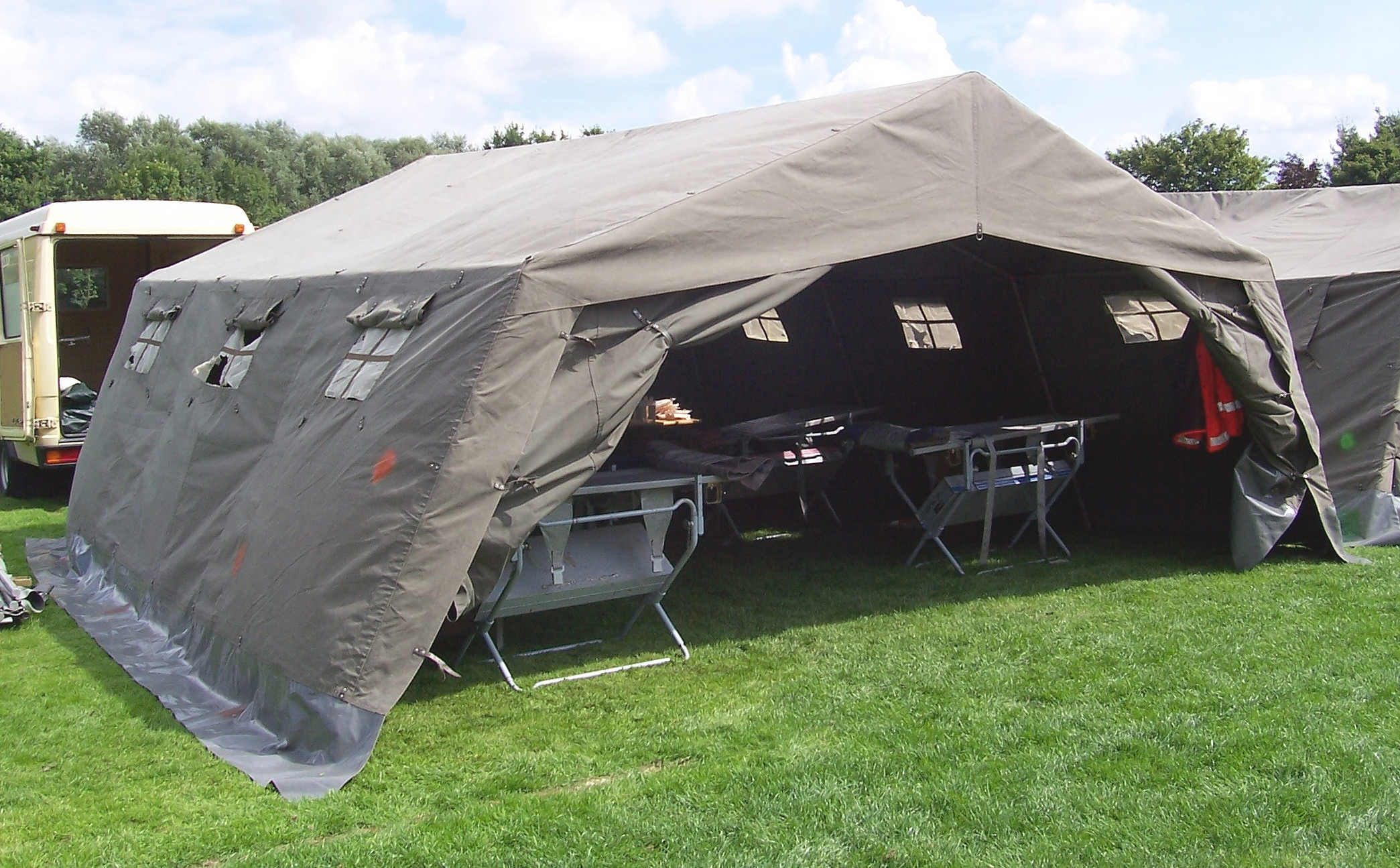
SG-Zelt

### Rettungs-, Flüchtlings-, Notfallzelt
Ein Rettungs- bzw. Notfallzelt dient der Unterbringung, Versorgung und Hilfe von Menschen in Not. Flüchtlingszelte werden für aus Katastrophen- und Krisengebieten evakuierte Personen verwendet. SG-Zelte verschiedener Größenordnung werden besonders im Katastrophenschutz und der Feuerwehr eingesetzt. Hier dienen sie als Küchenzelte, Sanitätszelte, Unterkunftszelte oder Ähnliches, sofern kein geeignetes bauliches Objekt zur Verfügung steht.

### Sanitätszelt
Ein Sanitätszelt ist ein Zelt zur provisorischen Unterbringung und Behandlung von Patienten. Es ist Bestandteil eines Behandlungsplatzes oder eines feldmäßigen Lazarettes. Sanitätszelte kommen im militärischen Bereich oder bei humanitären Hilfeleistungen sowie beim Massenanfall von Verletzten oder im Rahmen von geplanten Sanitätswachdiensten bei Veranstaltungen zum Einsatz.

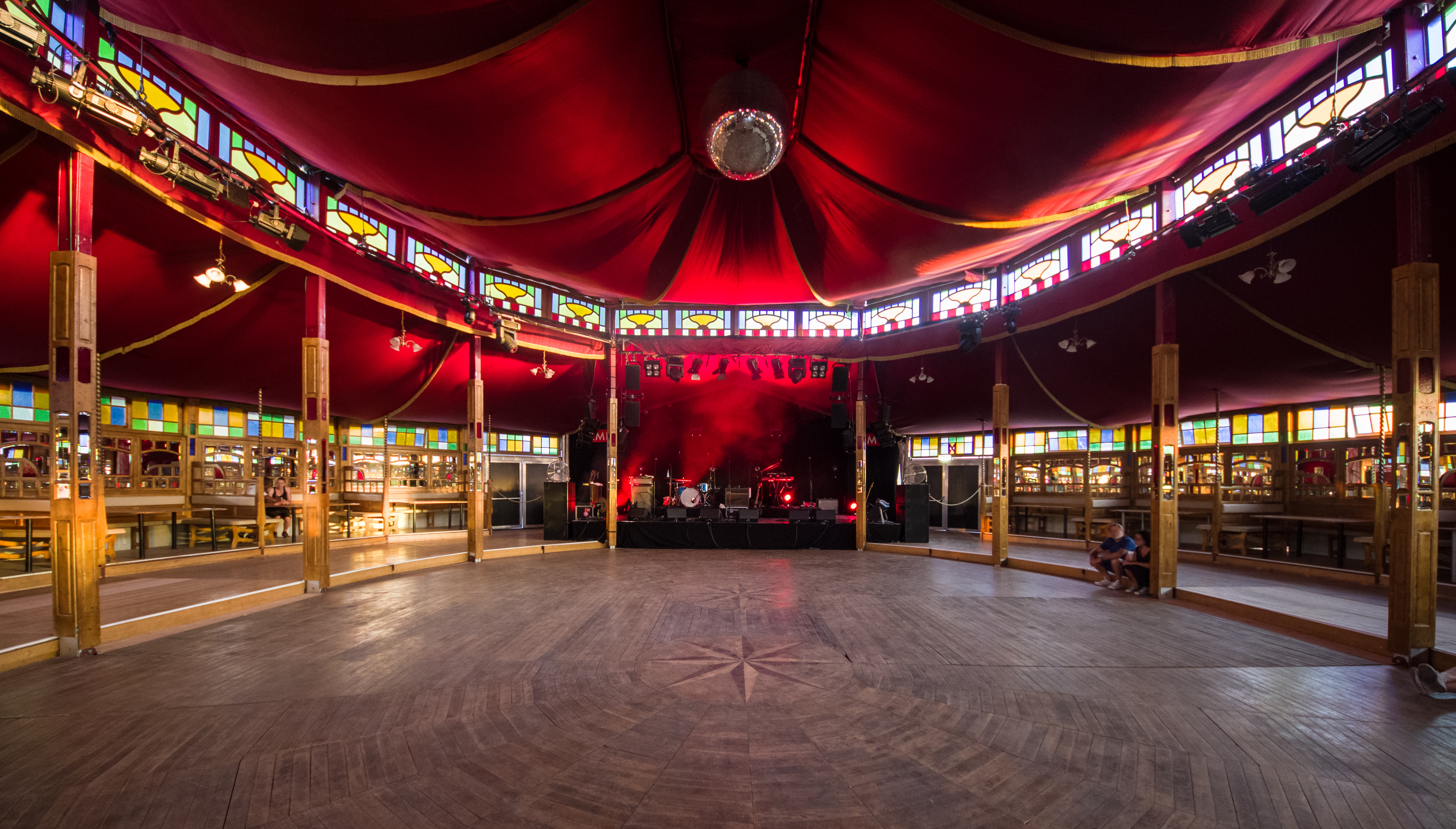
Spiegelzelt auf dem Zelt-Musik-Festival in Freiburg

### Spiegelzelt
Ein Spiegelzelt (flämisch: Spiegeltent), auch Spiegelpalast genannt, ist eine transportable Veranstaltungshalle aus Holz und Leinwand, die oft einem Zirkuszelt ähnelt. Ursprünglicher Herkunftsort der Spiegelzelte ist Belgien.

Strandmuschel als Windschutz an der Ostsee

### Strandmuschel
Eine Zeltmuschel oder Strandmuschel ist ein halboffenes Zelt, das meist nur durch ein im Halbkreis gespanntes Gestänge getragen wird. Aufwendigere Modelle können bei Bedarf vorne wasserdicht verschlossen werden. Strandmuscheln dienen hauptsächlich als Wind-, Regen- und Sonnenschutz. In größeren Ausführungen kann auch übernachtet werden.

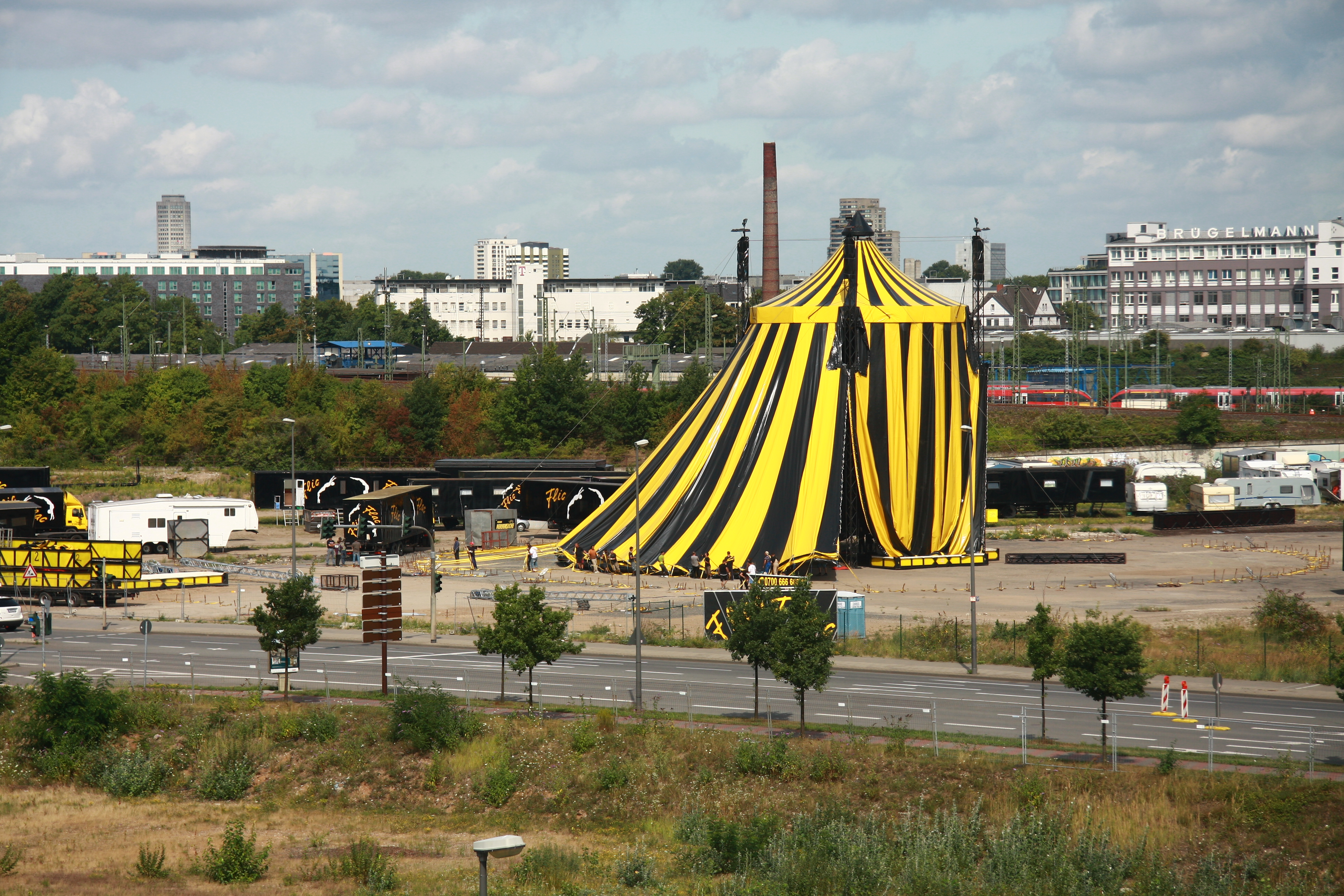
Zirkuszelt

### Zirkuszelt
Das Zirkuszelt (auch Chapiteau, von franz.chapiteau = Kapitell) ist in der Regel ein Zelt mit rundem oder ovalem Grundriss. Es dient dem Wanderzirkus als Spielstätte für Vorführungen. Transportable Zelte in der heute bekannten Größe werden erst seit dem Ende des 19. Jahrhunderts verwendet. Zuvor fanden Zirkusvorstellungen eher in festen Theatergebäuden wie etwa dem Cirque Olympique oder in Schaubuden statt.

## Fahrzeugzelte

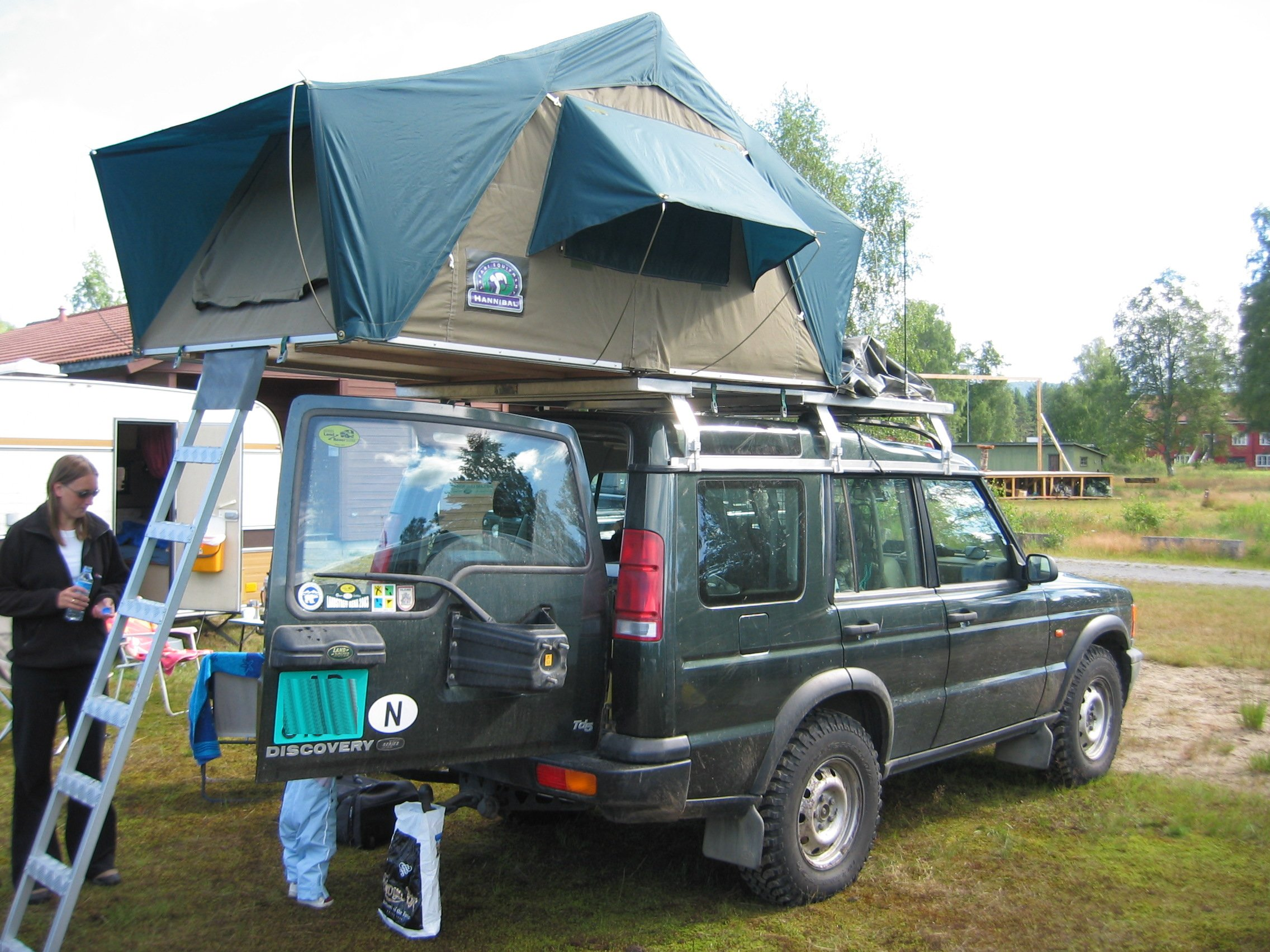
Dachzelt auf Landrover

- Ein Autodachzelt ist fest auf dem Dach eines Fahrzeuges montiert und kann für die Fahrt auf dem Dachgepäckträger zu einem kompakten Paket gepackt werden. Neben Zelten, die eine Schlafkabine auf dem Autodach bilden, gibt es eine größere Variante, die sich zusätzlich bis neben oder hinter das Fahrzeug erstreckt.
- Ein Autovorzelt ist ein – ähnlich wie eine Markise – vor einen Kastenwagen gespanntes Dach mit zwei Zeltstützen, die mittels Schnüren abgespannt werden.
- Ein Zeltanhänger oder Faltcaravan lässt sich aus einem Anhänger heraus- oder herunterklappen, wodurch ein großer Schlaf- und Wohnraum entsteht. Verbunden mit einem Vorzelt werden Raummaße von bis zu 30 m² erreicht. Durch das geringe Gewicht von bis zu 300 kg kann der Anhänger auch von Kleinwagen gezogen werden, je nach Produkt sind Zuladungen bis zu 700 kg möglich.

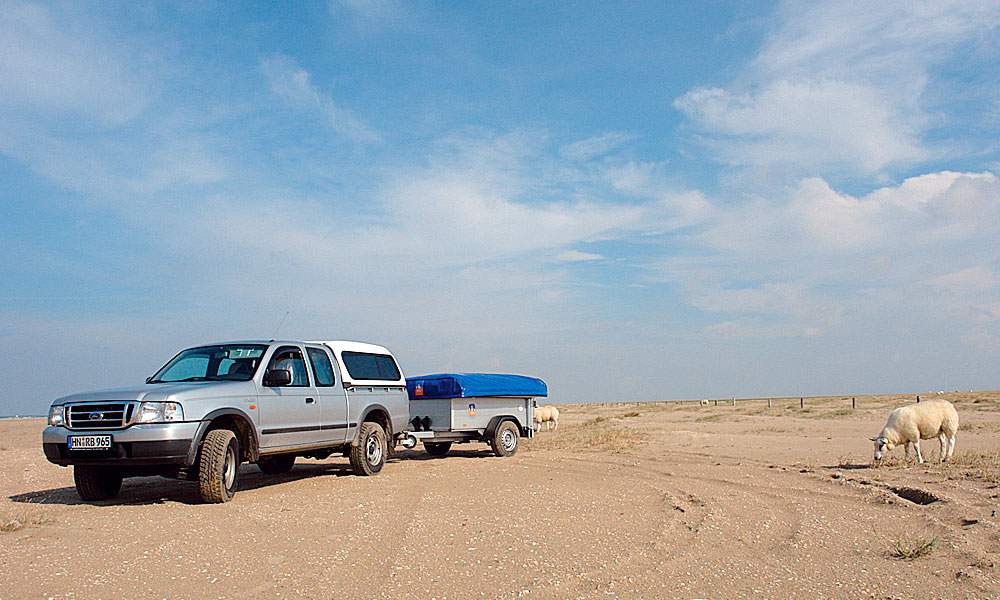
Zeltanhänger während der Fahrt
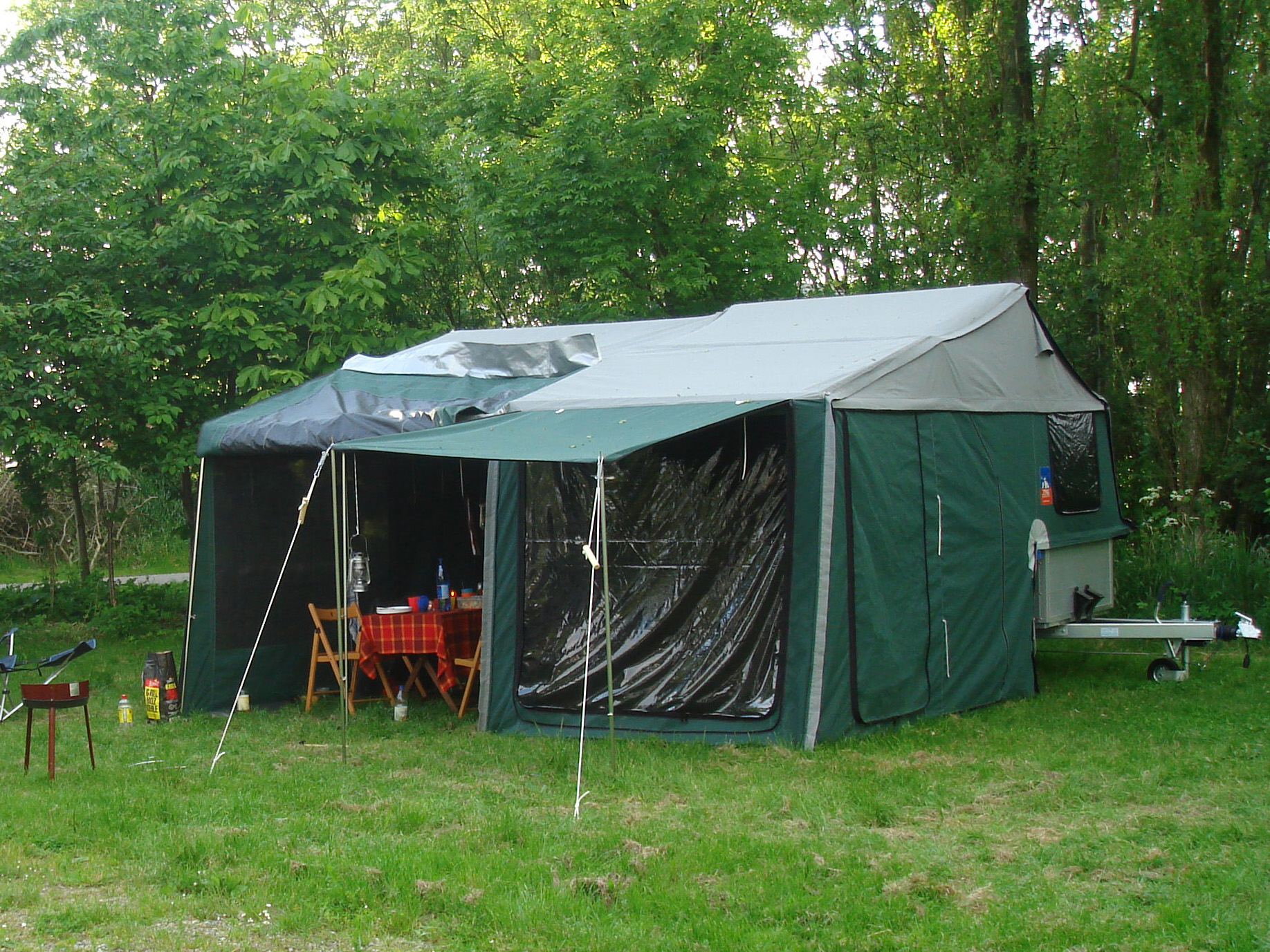
Aufgebauter Zeltanhänger

Die Zelte bestehen aus festen Baumwoll- oder Mischgeweben und werden durch ein Stahl- oder Alurohrgestell gestützt. In Zelten, die nicht mit einem Boden ausgestattet sind, werden Innenhimmel aus Baumwolle verwendet, um Kondensfeuchtigkeit zu vermindern. Die Sturmsicherheit ist größer als bei freistehenden Steilwandzelten. Vorteile gegenüber Wohnwagen sind der geringere Preis, der geringere Platzbedarf sowie ein günstigeres Fahrverhalten durch geringe Seitenwindanfälligkeit in geschlossenem Zustand und tiefen Schwerpunkt.
- Ein Planwagen besteht aus einem fest auf einem Pferdewagen befestigten Zelt in Tunnelform.

## Militärzelte

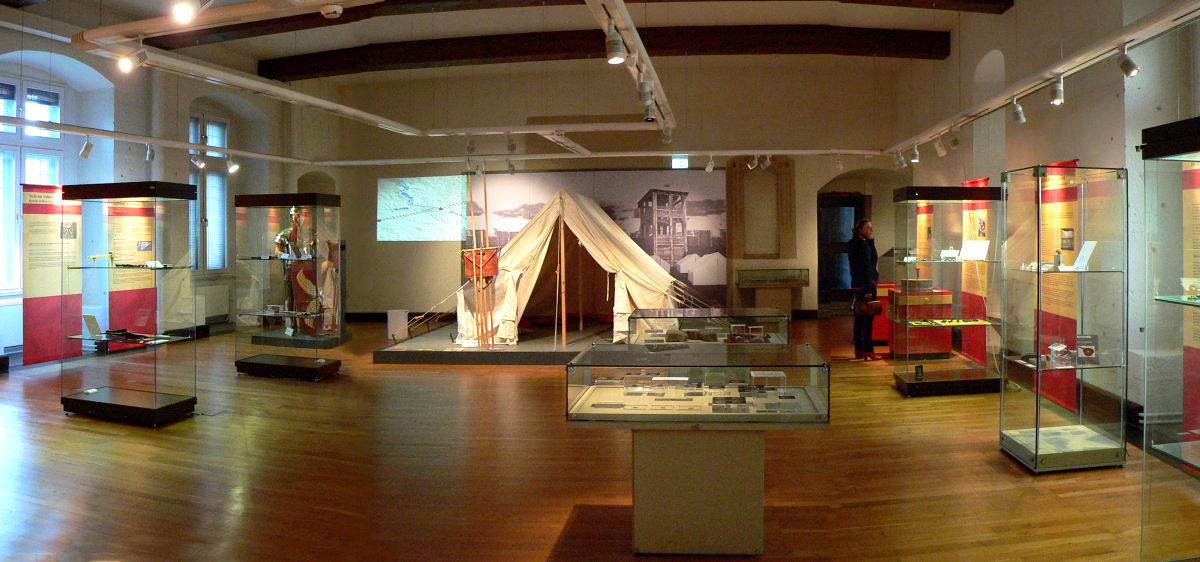
Tentorium im Museum, Hedemünden

### Antikes Rom
- Ein Tentorium (lateinisch, von tendo „spannen“) war ein Zelt in der römischen Antike, insbesondere beim römischen Militär.

- Das Tabernaculum war ein Zelt, meist ein Offizierszelt in der römischen Antike, insbesondere beim römischen Militär gebräuchlich.

### Militärzelte (Schweiz)
Schweizer Militärzelte werden aus quadratischen wasserdichten Tüchern, sogenannten Militärblachen und Zeltstockeinheiten aus je einem dreiteiligen Zeltstab und drei Heringen zusammengefügt. Vor allem das Militär und Jugendorganisationen (Pfadfinder, Jungschar, Cevi, Jungwacht Blauring) verwenden diese Zeltarten häufig bei Lagern und bei Wanderungen. Da die Blachen auf vielfältige Weise miteinander verbunden werden können, lassen sich damit verschiedene Zelt-Arten aufbauen.

#### Sarg
Die beiden benachbarten Seiten einer Blache werden miteinander verbunden, wodurch eine Tüte entsteht. Die längste Ausdehnung der Tüte wird zum schrägen First des Zelts. Zum Aufstellen benötigt man drei Heringe, einen Zeltstock und eine Schnur. Das offene Kopf-Ende kann etwa mit einem Rucksack verschlossen werden. Der "Sarg" dient so als Notbiwak für eine einzelne Person.

#### Berliner
Der Berliner ist eine Zeltart, die vor allem als Notbiwak verwendet wird. Die Bezeichnung für dieses Zelt ist Berliner, weil seine Form und der Aufbau an einen Berliner erinnert.
Um dieses Zelt zu bauen, benötigt man 8 Militärblachen, 4 Zeltstockeinheiten und 4 Zeltschnüre.
Jeweils vier Blachen werden zu einem Quadrat zusammengefügt. Man legt die beiden Quadrate aufeinander, und rotiert die obere um 45°. Die beiden Quadrate werden dann miteinander verbunden. Dann werden vier Zeltstangen (für die vier Ecken) und eine längere Zeltstange (für die Mitte des Berliners) sowie Zeltschnüre benötigt, um das Zelt aufzuspannen.
Der Vorteil des Berliners ist sein wasserdichter Boden und die gute Wärmeisolation. Er bietet für vier bis fünf Personen mit Gepäck Platz. Im Notfall können bis zu acht Kinder darin Schutz finden. Ein Nachteil ist der hohe Materialaufwand pro Person und dass es im Zeltinnern bei starkem Sonnenschein sehr heiß werden kann. Dies kann aber auch ausgenutzt werden, um eine improvisierte Sauna mittels heißen Steinen zu bauen.

#### Gotthard

Gotthard – Querschnitt und Draufsicht

Der Gotthard ist ein flaches Zelt, das vor allem zum Biwak in großer Höhe verwendet wird und an einen Tunnel erinnert.
Um dieses Zelt zu bauen, benötigt man 3 Militärblachen, 2 Zeltstockeinheiten und 4 Zeltschnüre.
Von Vorteil ist die geringe Oberfläche und das niedrige Gewicht. Das Zelt bietet aber nur wenig Platz. Wenn zwei weitere Militärblachen zur Verfügung stehen, können die Außenwände verschlossen werden, was den Kälteschutz erheblich erhöht. Ansonsten wird das Zelt quer zur Windrichtung aufgestellt oder die beiderseits offenen Eingänge werden mit Rucksäcken oder anderem Material verschlossen.

#### Sarasani

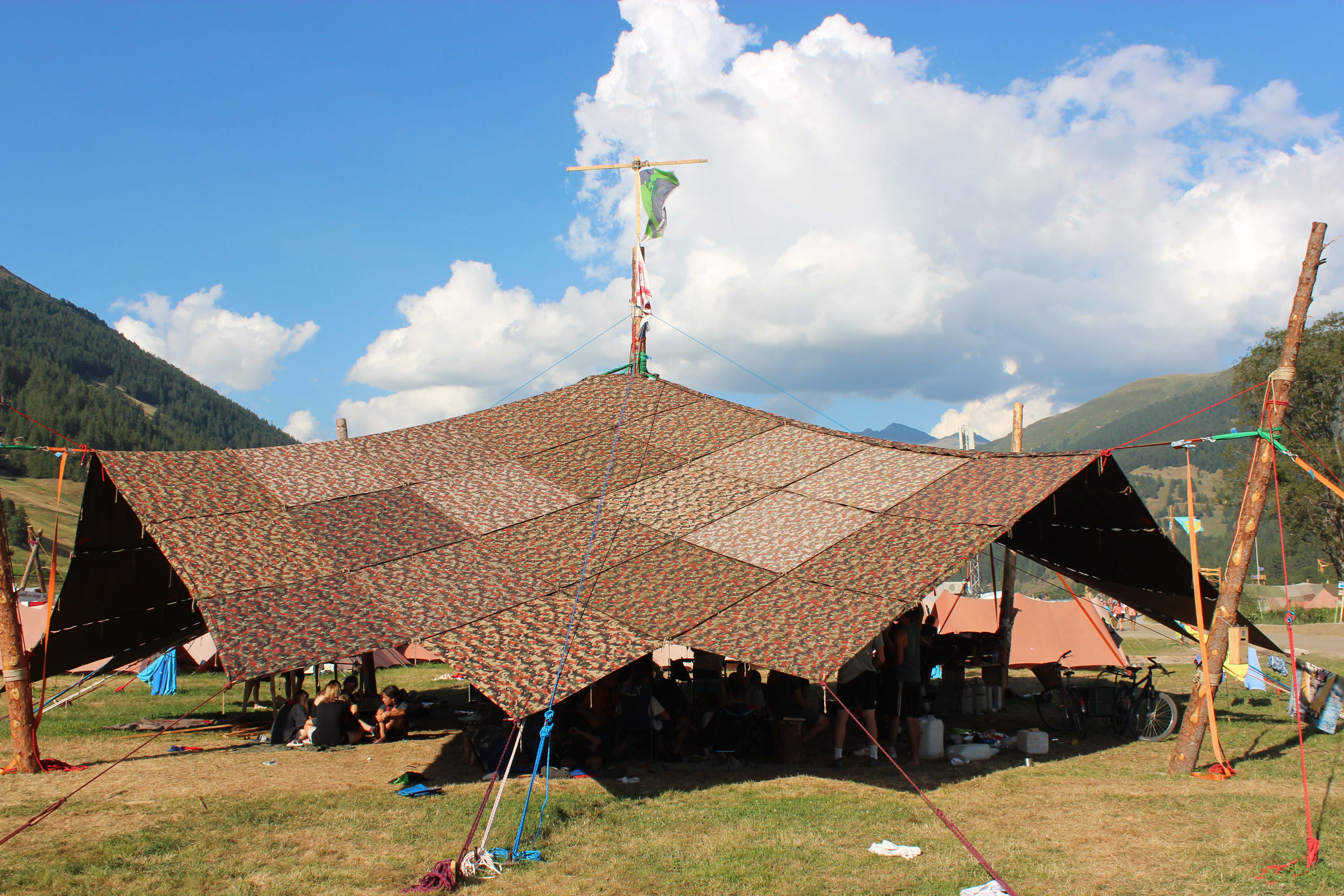
Sarasani aus Militärblachen am Bundeslager 2022

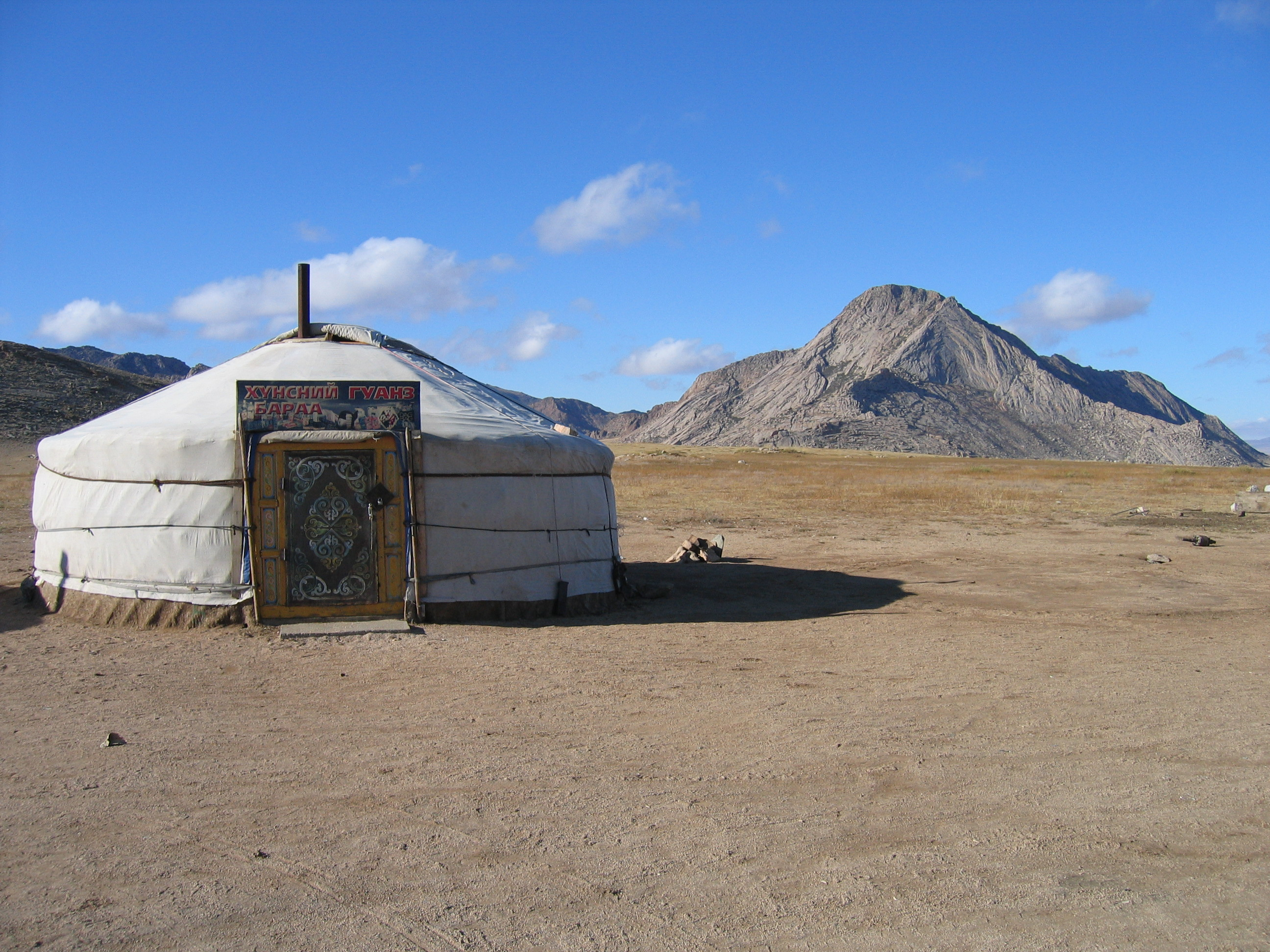
Mongolische Jurte in der Wüste Gobi

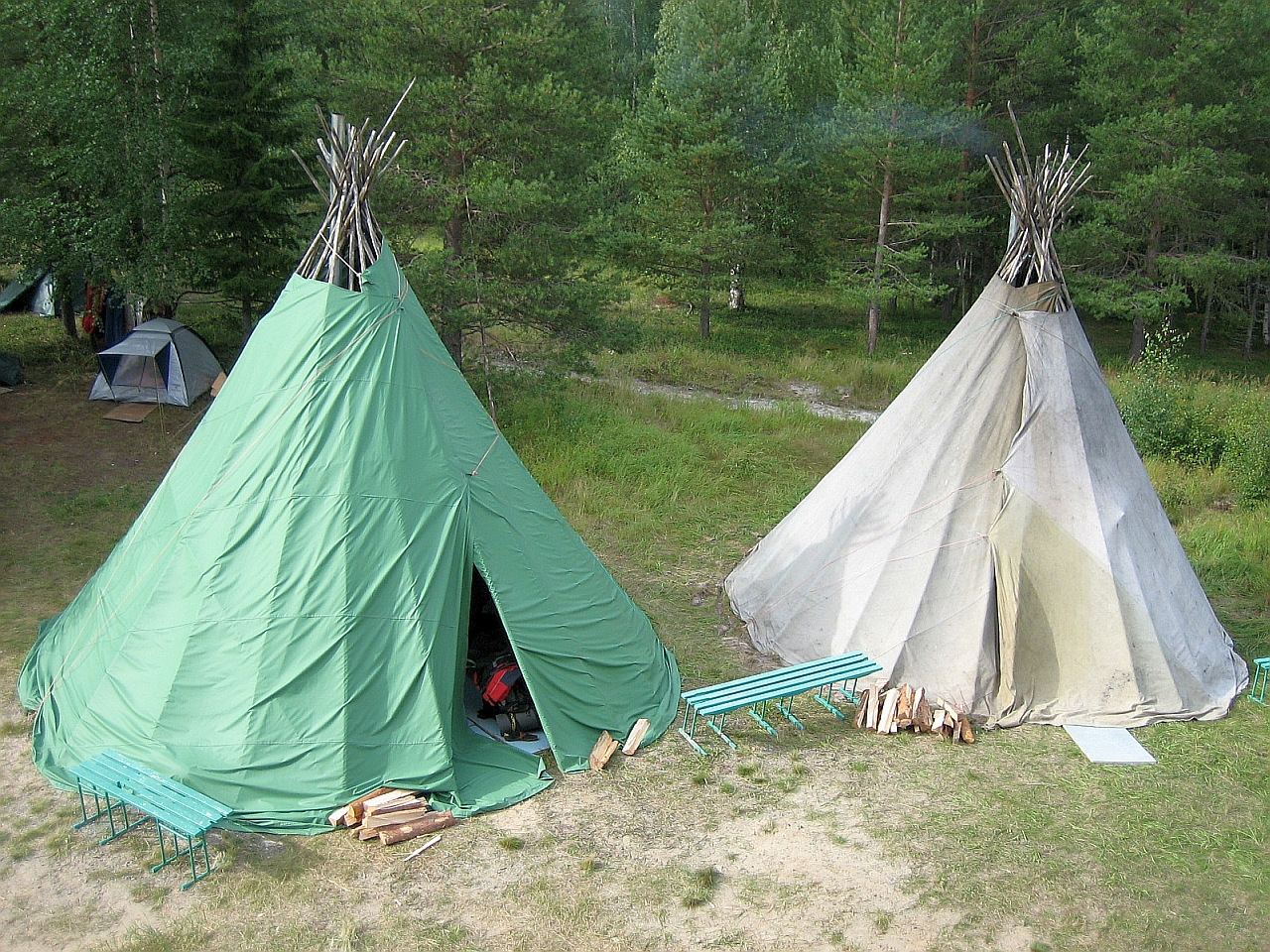
Zwei Tschums in Westsibirien

Der Sarasani ist ein pyramidenförmiges großes Gruppenzelt. Er wird meist aus drei Blachenquadraten geknöpft, die an einem Mast oder einem Seil aufgehängt werden. Die Ecken werden nach außen gespannt und verankert. Der Name erinnert an den deutschen Zirkus Sarrasani.
Der Sarasani wird als zentrales Versammlungs- und Esszelt in Jugendlagern verwendet. Das Zelt kann vergrößert werden, indem man weitere Blachen und einen höheren Mast verwendet. 2006 wurden 696 Blachen mit einem 24 Meter hohen Mast verwendet (Pfadi Neuburg/Wartensee aus Winterthur).
| Blachen   | 12  | 27  | 48   | 75  | 108    |
| --------- | --- | --- | ---- | --- | ------ |
| Kante     | 5   | 6,6 | 8,2  | 9,9 | 11,6 m |
| Diagonale | 7,1 | 9,4 | 11,6 | 14  | 16,4 m |
| Fläche    | 33  | 74  | 131  | 204 | 294 m² |
| Höhe      | 2,2 | 3,3 | 4,4  | 5,5 | 6,6 m  |
| Gewicht   | 15  | 34  | 60   | 94  | 135 kg |

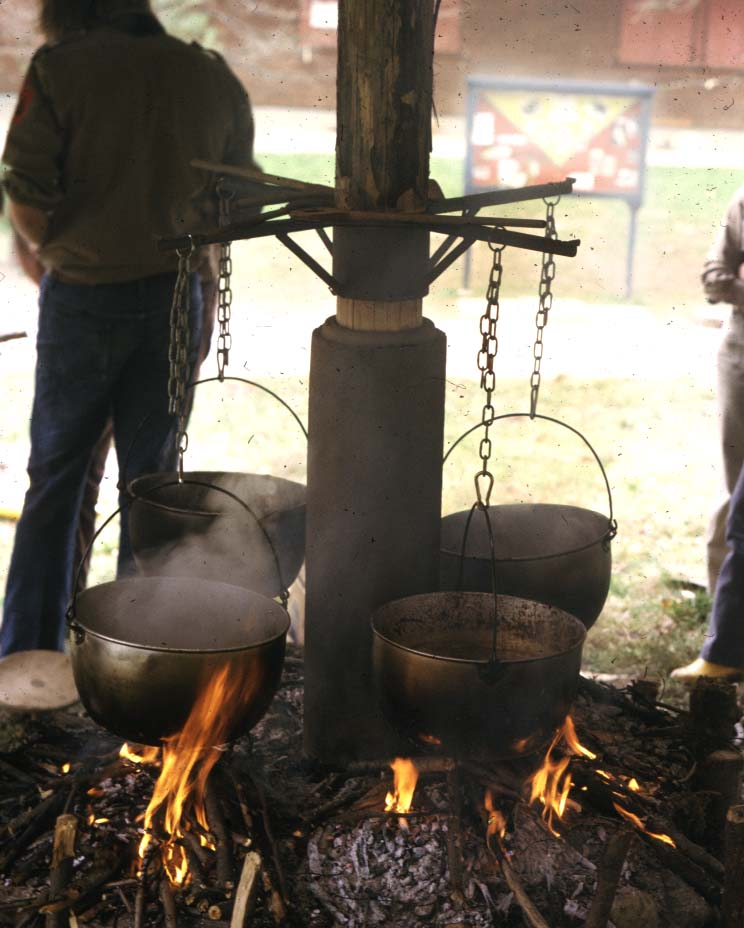
Drehbare Kochstelle
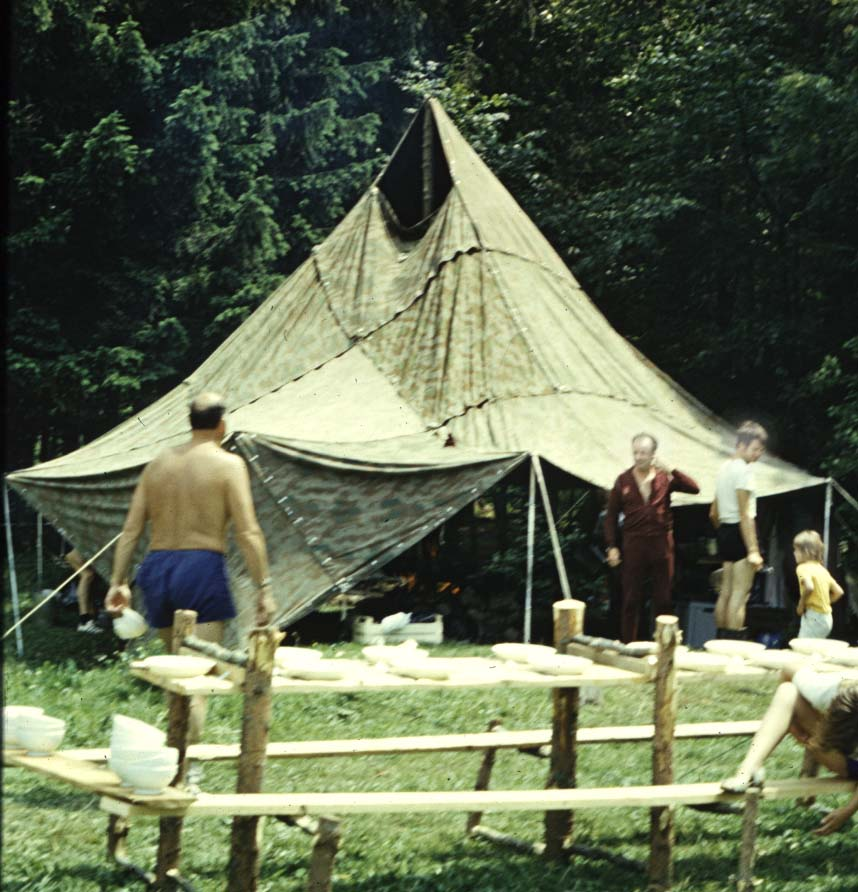
Rauchöffnung
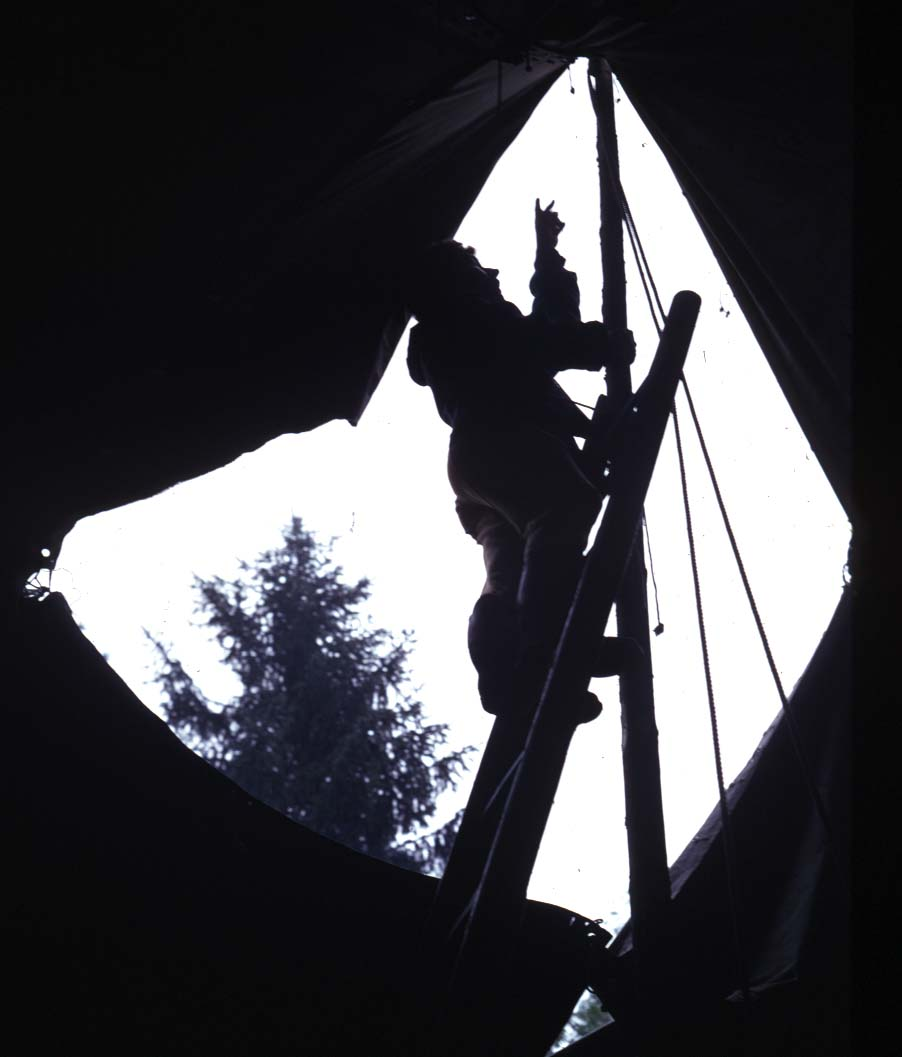
Detail
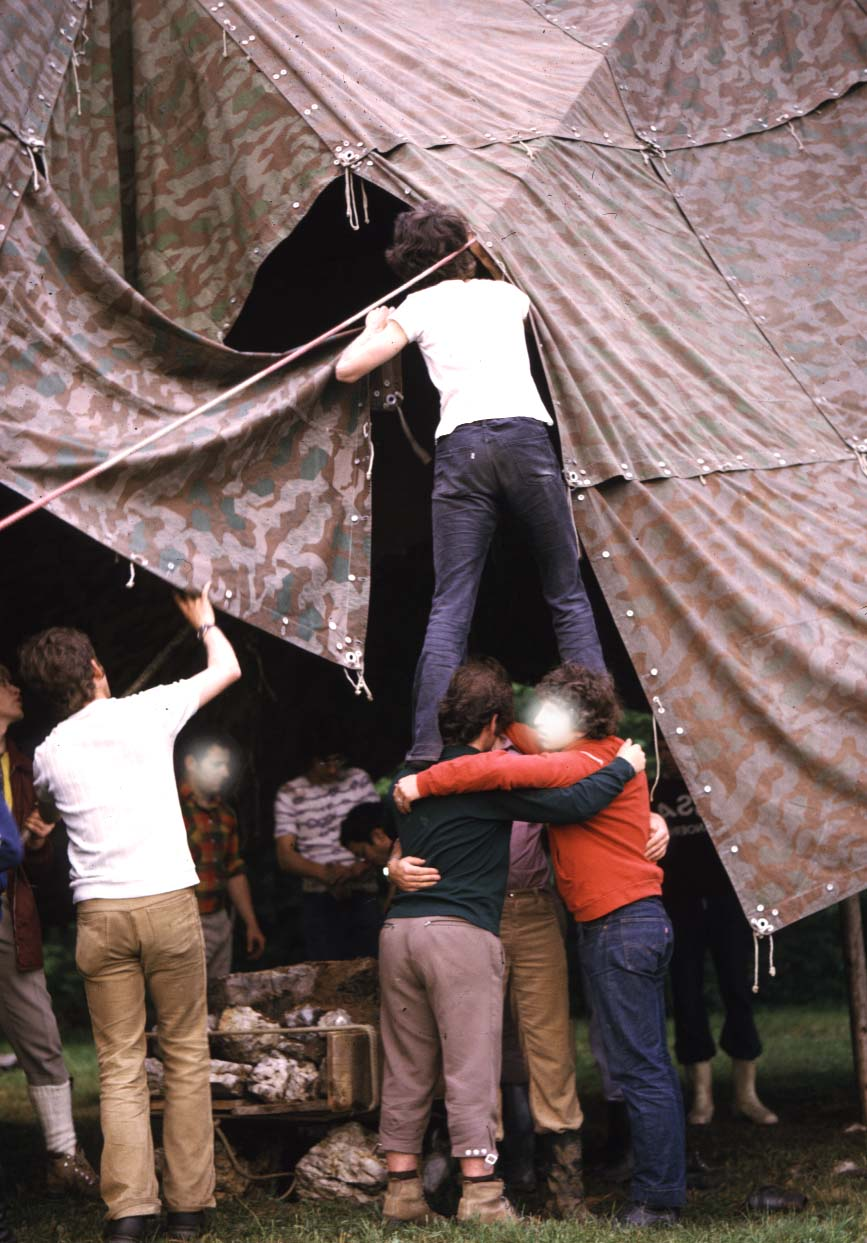
Reparaturarbeit
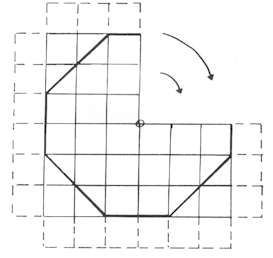
Bauvorlage für Sarasani

## Nomadenzeltformen
Nomadisch lebende Völker haben früh Zelte aus Tierhäuten oder Gewebeentwickelt und dabei besondere Bauformen entwickelt.

### Tipi-Form
Tipi ist die Bezeichnung für ein Zelt der nordamerikanischen Indianer, bei denen Zeltstoff über zu einem Kegel zusammengesteckte Zeltstangen gespannt wird. Siehe dazu auch Kohte (ein Selbstbau-Zelt, ursprünglich von den Nomaden Lapplands verwendet), und Tschum.

### Jurten-Form
Die Jurte ist das traditionelle Zelt der Nomaden in West- und Zentralasien.

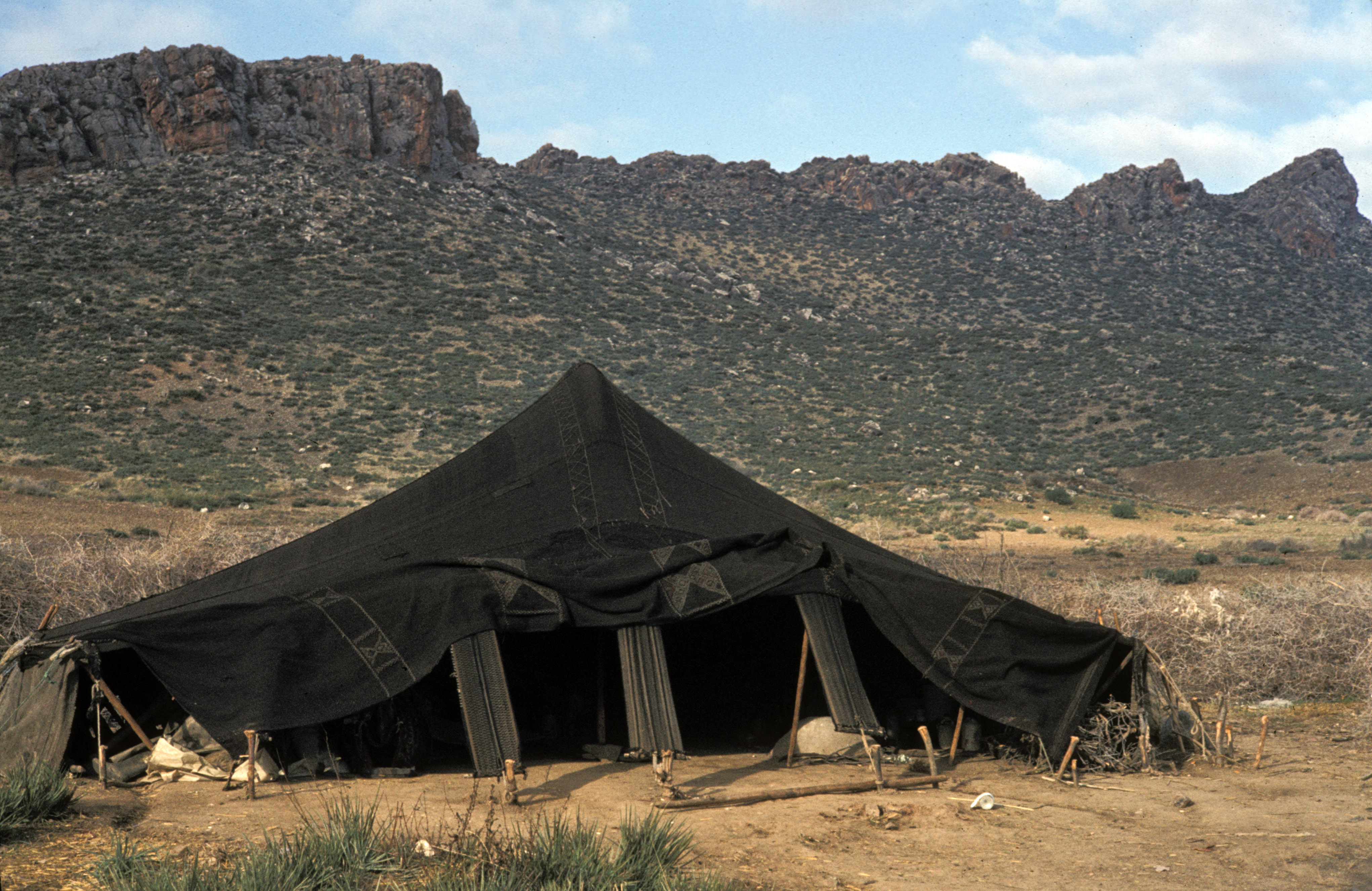
Berberzelt mit eingewebten Mustern

### Berberzelt
Ein Berberzelt (arabisch, DMG al-Ḫaima), Khaima, Haima oder Chaima ist die traditionelle Behausung der Berber-Nomaden im Süden der Maghreb-Staaten Marokko, Algerien, Tunesien und Libyen. Wahrscheinlich existierten sie schon vor den ersten festen Siedlungen mit Wohnhäusern aus Stampflehm und Stein.

### Beduinenzelt-Form
Arabische Zelte (Chaima) oder Beduinenzelte, Caidal (und Königszelte) sind meist Steilwandzelte, in der Form an ein Zirkuszelt erinnernd. Da es in den Wüsten selten regnet bzw. ein seltener Regen aufgefangen werden soll, sind die Dachschrägen durchhängend ausgebildet.

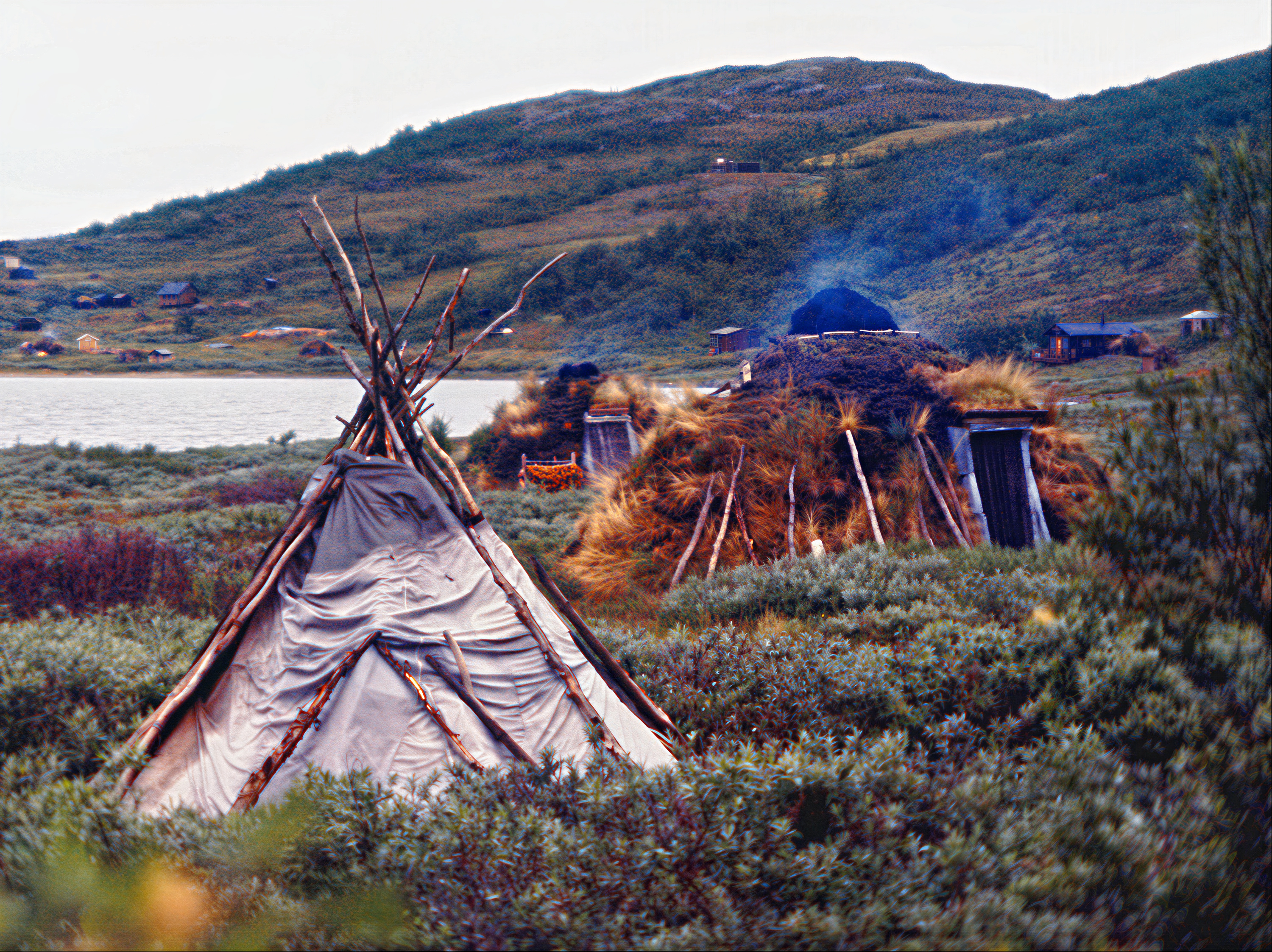
Zeltkote vor Torfkoten in der Sommersiedlung Staloluokta im Padjelanta-Nationalpark, 1984

### Kote
Der Begriff Kote wird im deutschen Sprachraum als Sammelbezeichnung für alle traditionellen Behausungen der nordeuropäischen Ethnie der Samen verwendet – sowohl für die stationären Hütten als auch für mobile Zelte.

### Schwarzzelt
Als Schwarzzelt wird die traditionelle transportable Behausung vieler Nomadenvölker bezeichnet. Seit über 5000 Jahren wird das Schwarzzelt in Nordwestafrika, Arabien, Persien bis Tibet benutzt. Den Ursprung des Schwarzzeltes vermutet man im arabischen Raum, andere Theorien vermuten einen persischen Ursprung nahe Baluchistan.

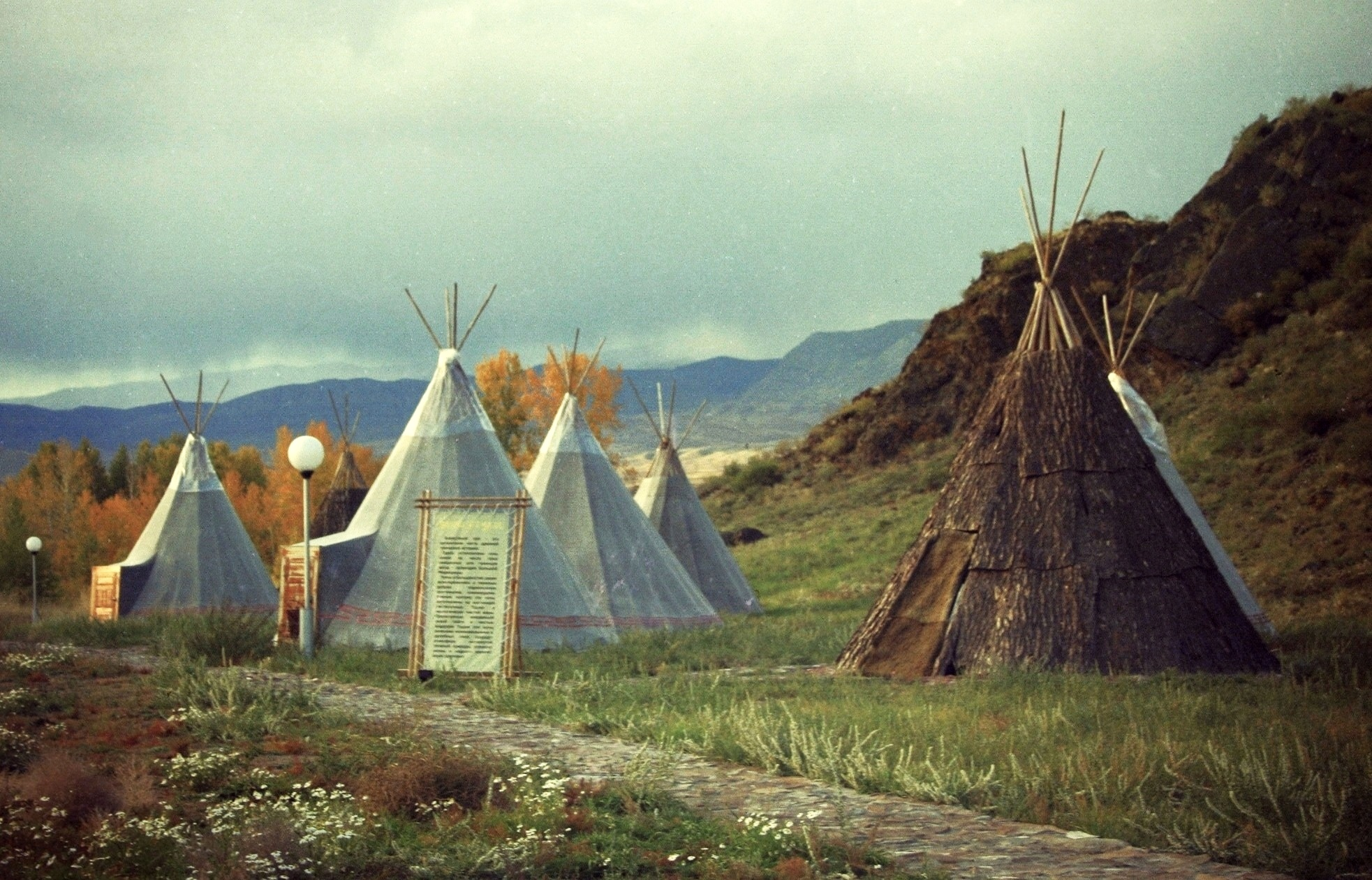
Tschum

### Tschum
Der Tschum, auch Spitzjurte, ist eine traditionelle Wohnbehausung der Chanten, Mansen und Nenzen im Westsibirischen Tiefland und anderer Völker Sibiriens. Er besteht aus einem Gerüst aus Holz – meist sibirische Zirbelkiefer oder Birke – und wird mit Fellen oder Stoffen, ursprünglich auch mit Birkenrinde abgedeckt. Somit ist er dem Tipi aus Nordamerika oder dem Lávvu der nordeuropäischen Samen ähnlich.